# بيتر أرمبراستر
بيتر أرمبراستر (بالألمانية: Peter Armbruster)‏ هو كيميائي وفيزيائي ألماني، ولد في 25 يوليو 1931 في داخاو في ألمانيا.

## وصلات خارجية
- بيتر أرمبراستر على موقع الموسوعة البريطانية (الإنجليزية)